# 홈무늬토기

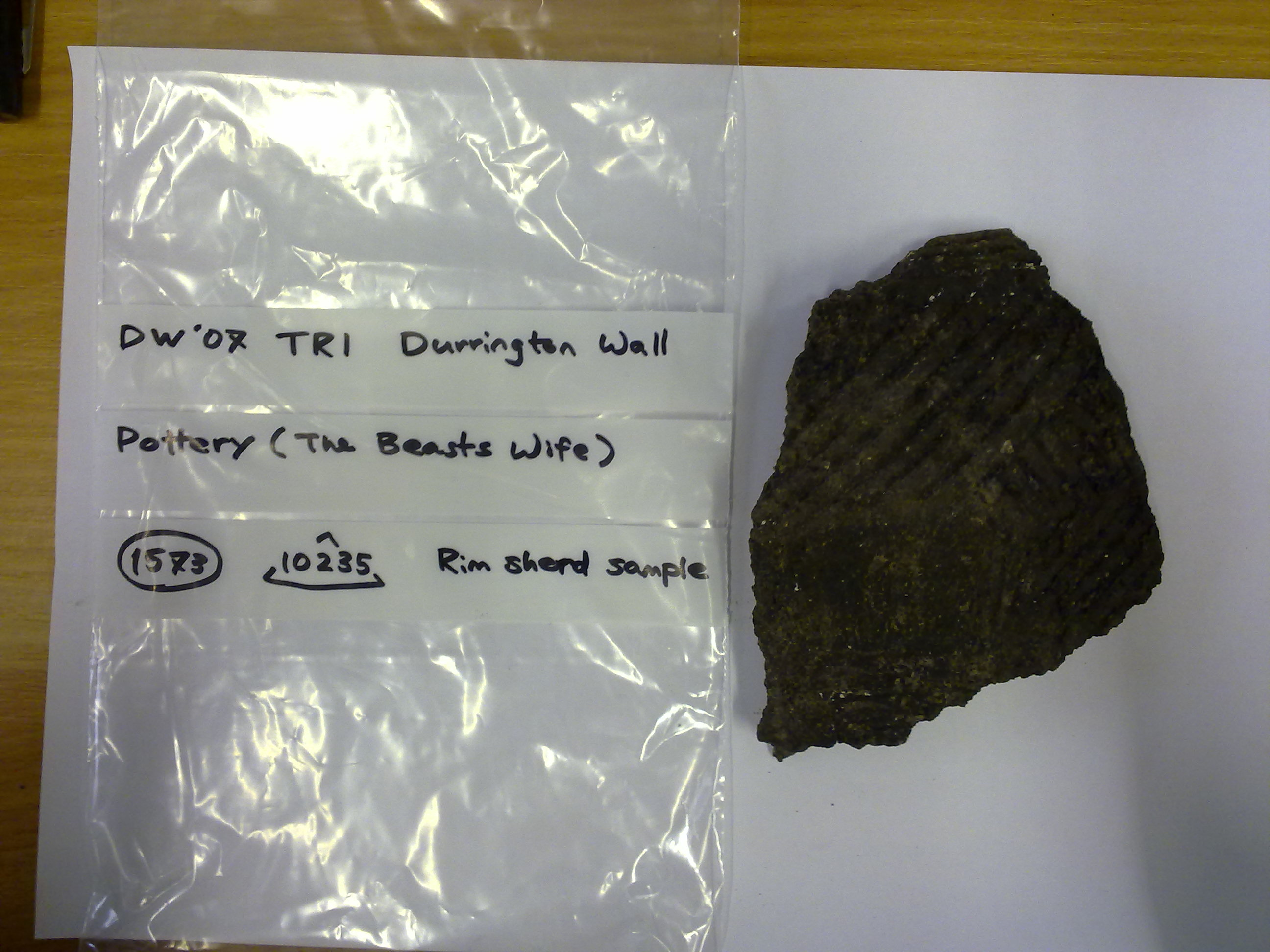

홈무늬토기(Grooved ware)는 브리튼 제도의 신석기 시대에 발견되는 토기 양식이다. 이 토기를 만들어 사용한 사람들을 홈무늬토기민(Grooved ware people)이라고 한다. 홈무늬토기는 오크니 제도에서 개발되어 기원전 제3천년기에 브리튼섬과 아일랜드섬으로 전파되었다. 하지만 대륙에서는 새부리토기만큼 흥하지 않았다.